# Карадули
Карадули (тат. Карадуле) — село в Лаишевском районе республики Татарстан. Входит в состав Нармонского сельского поселения. На 2021 год в Карадули числится 10 улиц.

## География
Расположено на реке Мёша, в 72 км к северо-западу от Лаишево, высота центра селения над уровнем моря — 66 м.

## Население
Население:
- 1782 г. — 212 душ мужского пола;
- 1859 г. — 844,
- 1897 г. — 1343,
- 1908 г. — 1589,
- 1920 г. — 1715,
- 1926 г. — 1973,
- 1949 г. — 743,
- 1958 г. — 677,
- 1970 г. — 481,
- 1979 г. — 376,
- 1989 г. — 209,
- 2002 г. — 144,
- 2010 г. — 111,
- 2017 г. — 151 чел. (русские — 88,9 %, татары — 11,1 %).

## История
Село известно со времени Казанского ханства, в России жители относились к категории государственных крестьян, основные занятиями были земледелие и скотоводство. В 1766 году на средства прихожан построена Вознесенская церковь, обновлена в 1908 году по проекту архитектора Ф. Н. Малиновского. В 1885 году была открыта церковно-приходская школа, в начале XX века в селе работали 2 ветряные мельницы, 3 кузницы, крупообдирка, 8 мелочных лавок, Карадули входило в Астраханскую волость Лаишевского уезда Казанской губернии. С 1920 года в составе Лаишевского кантона ТАССР, с 14 февраля 1927 года в Лаишевском, с 1 февраля 1963 года в Пестречинском, с 12 января 1965 года вновь в Лаишевском районе.
В 1902 году в селе родился крупный в будущем учёный-механик Н. Г. Четаев
| 2002 |
| ---- |
| 145  |